# Блейк, Мэдж
Мэдж Блейк (англ. Madge Blake; 31 мая 1899, Kinsley, Канзас — 19 февраля 1969, Пасадина, Калифорния) — американская характерная актриса кино и телевидения. Наиболее запомнилась зрителю исполнением роли тёти Гарриет Купер в телесериале «Бэтмен».

## Биография
Мэдж Каммингс (фамилия актрисы при рождении, до замужества) родилась 31 мая 1899 года в городке Кинсли (штат Канзас, США). Отца звали Альберт, он был методистским странствующим проповедником; мать звали Элис Стоун. Вскоре семья переехала в Южную Калифорнию. Девушка с детства хотела стать актрисой, но не могла на это решиться в связи с религиозностью семьи: отец считал это сильным грехом. В итоге впервые на экране, в эпизодической роли и без указания в титрах, Мэдж появилась лишь 1946 году, когда ей было уже 47 лет. Примерно в это же время она начала обучение актёрскому мастерству в Театре Пасадины.
Во время Второй мировой войны Мэдж Блейк (к тому времени она уже давно была замужем) работала вместе с мужем в Юте: они собирали детонаторы для атомных бомб и тестировали оборудование, которое позднее было использовано в Манхэттенском проекте. Работа пары была отмечена наградой от Правительства.
В 1958 году Блейк стала моделью, с которой была нарисована фея Фауна из мультфильма «Спящая красавица».
Фактически кинокарьера Блейк продолжалась с 1949 года до самой смерти в 1969 году. За эти 20 лет она снялась в более чем 120 фильмах и сериалах (преимущественно она была актрисой телевидения, а в кинофильмах снималась в основном в эпизодических ролях без указания в титрах).
Мэдж Блейк скончалась 19 февраля 1969 года в городе Пасадина (Калифорния) от сердечного приступа. Похоронена на кладбище Гранд Вью Мемориал Парк в городе Глендейл (Калифорния).
Семья
- Фред Стоун[англ.] (1873—1959), дядя, актёр цирка, менестрель-шоу, водевилей и кино.
- Милбёрн Стоун (1904—1980), двоюродный брат (мать Мэдж и отец Милбёрна были сестрой и братом), актёр кино и телевидения.
- Джеймс Линкольн Блейк, муж. Брак заключён 24 мая 1919 года, позднее (год неизвестен) последовал развод. От брака остался один ребёнок.

## Избранная фильмография
| В титрах указана - 1950 — Между полночью и рассветом / Between Midnight and Dawn — миссис Мэллори - 1951 — Вор / The Prowler — Марта Гилврей - 1951 — Королева на день / Queen for a Day — миссис Кимпел - 1952 — Кое-что для птиц / Something for the Birds — миссис Дж. Л. Чедуик - 1954 — Длинный, длинный трейлер / The Long, Long Trailer — тётя Анастейша - 1954 — Рапсодия / Rhapsody — миссис Кэхилл - 1954 — Пожарный, спаси моего ребёнка / Fireman Save My Child — миссис Спенсер, жена комиссара пожарной охраны - 1956 — Пожалуйста, убей меня / Please Murder Me — Дженни - 1966 — Бэтмен / Batman — тётя Гарриет Купер В титрах не указана - 1946 — Две сестры из Бостона / Two Sisters from Boston — хористка оперы - 1949 — Ребро Адама / Adam's Rib — миссис Боннер - 1950 — Её собственная жизнь / A Life of Her Own — гардеробщица в Regent Studios - 1951 — М / M — свидетельница в полицейском участке - 1951 — Без лишних вопросов / No Questions Asked — миссис Брент, домовладелица - 1951 — Американец в Париже / An American in Paris — Эдна Мэй Бестрэм - 1951 — Ревень / Rhubarb — миссис Эмили Томпсон - 1952 — Поющие под дождём / Singin' in the Rain — Дора Бэйли - 1952 — Привет, красотки! / Skirts Ahoy! — миссис Джейн Вэнс - 1952 — Это растёт на деревьях / It Grows on Trees — женщина - 1952 — Железная госпожа / The Iron Mistress — миссис Кани - 1952 — Злые и красивые / The Bad and the Beautiful — миссис Россер - 1953 — Это происходит каждый четверг / It Happens Every Thursday — член клуба - 1953 — Театральный фургон / The Band Wagon — инвестор - 1953 — Опасный круиз / Dangerous Crossing — пассажирка корабля - 1954 — Бригадун / Brigadoon — миссис МакИнтош - 1954 — Афина / Athena — миссис Смит - 1955 — Всегда хорошая погода / It's Always Fair Weather — миссис Стэмпер - 1955 — Нежная ловушка / The Tender Trap — общественный репортёр - 1956 — «Кадиллак» из чистого золота / The Solid Gold Cadillac — комментатор на ТВ - 1956 — Ты не сможешь сбежать от него / You Can't Run Away from It — жена владельца - 1957 — Отдать всё, что есть у меня / All Mine to Give — женщина, открывающая дверь - 1957 — Любить тебя / Loving You — наёмный агитатор - 1960 — Колокола звонят / Bells Are Ringing — прохожая - 1962 — Три сержанта / Sergeants 3 — миссис Пэрент - 1964 — В поисках любви / Looking for Love — миссис Пресс - 1965 — Радость поутру / Joy in the Morning — мисс Вай, преподавательница - 1966 — Неприятности с ангелами / The Trouble with Angels — раздражённая дама в поезде - 1966 — Последний из секретных агентов? / The Last of the Secret Agents? — дама в топлес-гоу-гоу - 1966 — За мной, парни! / Follow Me, Boys! — Кора Андерсон | - 1953, 1956 — Персональный секретарь / Private Secretary — миссис Хьюго (в 2 эпизодах) - 1954, 1957 — Я люблю Люси / I Love Lucy — разные роли (в 2 эпизодах) - 1954, 1957, 1959, 1961 — Шоу Дэнни Томаса / The Danny Thomas Show — разные роли (в 4 эпизодах) - 1955 — Шоу Джорджа Бёрнса и Грейси Аллен / The George Burns and Gracie Allen Show — Элис Робертс (в эпизоде Vanderlip Leaves His Parakeet with George) - 1955—1957 — Невеста декабря / December Bride — разные роли (в 3 эпизодах) - 1955, 1957 — Лесси / Lassie — разные роли (в 2 эпизодах) - 1955, 1957, 1959—1960, 1962—1964 — Программа Джека Бенни / The Jack Benny Program — разные роли (в 8 эпизодах) - 1956 — Театр «Четыре звезды» / Four Star Playhouse — тётя Софи (в эпизоде Woman Afraid) - 1956 — Кавалькада Америки / Cavalcade of America — миссис Моррисси (в эпизоде Date with a Stranger) - 1957 — Театр General Electric / General Electric Theater — толстуха (в эпизоде The Big Shooter) - 1957 — Отец знает лучше / Father Knows Best — миссис Боумен (в эпизоде Trip to Hillsborough) - 1957 — Час The 20th Century Fox / The 20th Century Fox Hour — миссис Эйвери (в эпизоде Men in Her Life) - 1957 — Отец-холостяк / Bachelor Father — миссис Боумен (в эпизоде Bentley and the P.T.A.) - 1957 — Шоу Гейл Сторм / The Gale Storm Show — миссис Отис (в эпизоде Pirate Treasure) - 1957 — Отряд М / M Squad — мать жертвы (в эпизоде Face of Evil) - 1957 — Неугомонный ствол / The Restless Gun — Эмили Дэвис (в эпизоде The Gold Buckle) - 1957—1958 — Театр звёзд Шлица / Schlitz Playhouse of Stars — старушка (в 2 эпизодах) - 1957—1963 — Семья МакКой / The Real McCoys — Флора МакМайкл (в 27 эпизодах) - 1958 — Линейка / The Lineup — миссис Норуэй (в эпизоде The Dr. George Jeremy Case) - 1958 — Шоу Боба Каммингса / The Bob Cummings Show — Флоренс Паттерсон (в эпизоде Bob Judges a Beauty Pageant) - 1958—1960 — Предоставьте это Биверу / Leave It to Beaver — миссис Маргарет Монделло (в 11 эпизодах) - 1958—1960 — Приключения Оззи и Харриет / The Adventures of Ozzie and Harriet — разные роли (в 5 эпизодах) - 1959 — Деннис-мучитель / Dennis the Menace — миссис Портер (в эпизоде Dennis Goes to the Movies) - 1959 — Мистер Счастливчик / Mr. Lucky — миссис Бентли (в эпизоде They Shall Not Pass) - 1959—1960 — Театр Alcoa / Alcoa Theatre — разные роли (в 2 эпизодах) - 1960 — Петля! / Tightrope! — миссис Уильямс (в эпизоде Broken Rope) - 1960 — Шоу Донны Рид / The Donna Reed Show — женщина № 1 (в эпизоде The Mystery Woman) - 1960 — Шах и мат / Checkmate — миссис Уилкокс (в эпизоде The Princess in the Tower) - 1961—1962 — Шоу Джои Бишопа / The Joey Bishop Show — миссис Барнс (в 29 эпизодах) - 1962, 1964 — Доктор Килдер / Dr. Kildare — разные роли (в 3 эпизодах) - 1963 — Лейтенант / The Lieutenant — Милли Бринкерхофф (в эпизоде Instant Wedding) - 1963, 1965 — Мой любимый марсианин / My Favorite Martian — разные роли (в 2 эпизодах) - 1963, 1965 — Шоу Дика Ван Дайка / The Dick Van Dyke Show — разные роли (в 2 эпизодах) - 1964 — Семейка Аддамс / The Addams Family — мисс Комсток, учительница (в эпизоде The Addams Family Goes to School) - 1964 — Шоу Люси / The Lucy Show — водитель (в эпизоде Lucy, the Camp Cook) - 1964 — Моя жена меня приворожила / Bewitched — Мэри (в эпизоде The Witches Are Out) - 1965 — Правосудие Бёрка / Burke's Law — Матушка Гусыня (в эпизоде Who Killed Mother Goose?) - 1965 — Агенты А.Н.К.Л. / The Man from U.N.C.L.E. — разные роли (в 2 эпизодах) - 1966—1967 — Бэтмен / Batman — тётя Гарриет Купер (в 96 эпизодах) - 1967 — Менникс / Mannix — миссис Мюриэль Почек (в эпизоде Turn Every Stone) - 1967 — Гомер Куча, морпех / Gomer Pyle, U.S.M.C. — женщина (в эпизоде Gomer, the Good Samaritan) - 1969 — Шоу Дорис Дэй / The Doris Day Show — миссис Харди (в эпизоде The Con Man) |